# Ledsöra
Ledsöra är en ö i Åland (Finland). Den ligger i Skärgårdshavet och i kommunen Vårdö i landskapet Åland, i den sydvästra delen av landet. Ön ligger omkring 38 kilometer nordöst om Mariehamn och omkring 250 kilometer väster om Helsingfors.
Öns area är 1,8 kvadratkilometer och dess största längd är 2,5 kilometer i nord-sydlig riktning. Ön höjer sig omkring 25 meter över havsytan.